# 純潔パラドックス
「純潔パラドックス」（じゅんけつパラドックス）は、水樹奈々の25枚目のシングル。2011年8月3日にキングレコードから発売された。

## 概要
前作『POP MASTER』から約4ヶ月ぶりのリリース。2011年3作目の作品であり、水樹自身、同じ年にシングルを3作以上発表するのは2002年以来9年ぶりとなる。収録曲数は19作目のシングル『深愛』以来の3曲である。また、初回製造盤として特製カラーケースが同梱されている。
表題曲「純潔パラドックス」は、テレビアニメ『BLOOD-C』のエンディングテーマ、カップリングの「7COLORS」は『日立 世界・ふしぎ発見!』の7月から9月までのエンディングテーマとして起用された。自身のシングル表題曲がテレビアニメの主題歌として起用されるのは前々作『SCARLET KNIGHT』以来2作ぶり。
本作の製作は、水樹が『BLOOD-C』の更衣小夜役に決定した後にアニメ製作側から頼まれたので、楽曲製作のスケジュールはギリギリであったと語っている。
ディスクジャケットのジャケットデザインのテーマは「二面性」であり、衣装は着物をワンピース風に加工した「和」と「洋」が混ざった物になったという。なお、水樹のジャケットデザインが「和」のスタイルであったのは初。
PVは、能の舞台を組んだ巨大なセットになった。衣装はデザイナーの竹田団吾が手掛けたものであり「女性的で格好いい衣装になった」と語っている。PVのコンセプトは「能」であったが実際の能舞台では土足で上がれる所がない為、薪能のイメージでステージを製作したと語っている。
発売日の2011年8月3日にニコニコ生放送で『「純潔パラドックス」発売記念特番「水樹奈々の純潔生放送」』が放映され、新曲の楽曲解説、近況報告が行われた。

## チャート成績
2011年8月15日付オリコン週間シングルチャートでは第3位となり、同チャートにおけるTOP3入りは18作目のシングル『Trickster』以来8作連続、TOP10入りは14作連続通算15度目となった。なお、声優個人のシングルによる15度目のTOP10入りは林原めぐみ（Plenty of grit）以来史上2人目であり、最速での到達となっている。また、オリコンデイリーチャートでは2011年8月2日、3日では3位であり発売日付のチャートで3万枚越えを記録していた。8月4日、5日付では2位に浮上し、本作のデイリー最高位を更新した。
2011年8月度のオリコン月間シングルチャートで10位を獲得。推定売上枚数は6.7万枚を記録した。なお、水樹のシングル作品が月間チャートTOP10入りを果たすのは18枚目のシングル『Trickster』から8作連続。
2011年度オリコン年間シングルチャートで105位を獲得。推定売上枚数は7.3万枚を記録し、2011年にリリースされた水樹のシングル全3作品が年間チャートTOP200入りを果たした。
2011年8月15日付のBillboard Japan Hot 100で3位、Billboard Hot Singles Salesで2位、Billboard Hot Animationで首位を獲得した。Billboard Hot Animationでの首位獲得は前作「POP MASTER」以来2作目。
2011年8月1日から8月7日調査分のサウンドスキャンの週間シングルCDソフトTOP20で2位、2011年8月13日放送分のCOUNT DOWN TV内のThis Week's TOP 100で3位、2011年7月27日から8月2日調査分のRIAJ有料音楽配信チャートで24位を獲得した。
ドワンゴが運営している2011年度の年間ランキングでは、「超!アニメロ 着うたフル」で8位、「アニメロ★うた 着うた」ので5位、「アニメロミックス 着うた」で2位を獲得した。

## 批評
CDジャーナルは、「表題曲はドラマティックかつ疾走感溢れるロックソングである。」と批評した。

## 収録曲
1. 純潔パラドックス [4:05] 
作詞：水樹奈々 / 作曲：吉木絵里子 / 編曲：陶山隼 / 弦編曲：前嶋康明
TBS・MBS系列放送テレビアニメ『BLOOD-C』エンディングテーマ
『Trickster』から8作連続で表題曲の作詞を水樹が手掛けていたが、作詞を行う時期にコンサートツアー『NANA MIZUKI LIVE JOURNEY 2011』を行なっていたため、かなりの難産になりレコーディング直前まで歌詞が完成していなかったと語っている[8]。また、詞が難産に陥った理由として浮かんだ言葉の昔の使用法を1つ1つ辞書で調べていたことを挙げている[8]。水樹は本曲の作詞は既存の自身が手掛けた作詞の中でもトップ3に入る難しさであったと語っている[9]。
「和」、「ロック」、「歌謡曲」という曲調の要素が融合したものになり、起用された『BLOOD-C』は「二面性」をテーマにしていた。また、水樹が演じている更衣小夜が巫女であるので巫女のイメージである「純潔」、小夜は普段の生活では天然でおっとりした性格であるが、剣を握ると超人的な力を発揮するのでその正反対の性格から「逆説」の英訳である「パラドックス」を付けたという[17][8]。また、「純潔」は「BLOOD」から連想される「純血」という意味も込められている[17][8]。
詞の中で出てくる「結び場」という言葉が鷲崎健に指摘され、水樹は「言いづらいが、メロディーに乗ると気持ち良くなり、大好きな人と寄り添うという意味が気に入ったので詞の中に入れた。」と語っている[18]。
2. 7COLORS [3:22] 
作詞・作曲：サイトウヨシヒロ / 編曲：古川貴浩
TBS系テレビ全国ネット『日立 世界・ふしぎ発見!』エンディングテーマ
サビが「水樹」にちなんだ歌詞が使われているので[19]、ずっと温めていた曲であり自身のシンプルな気持ちが込められており、「原点回帰」というテーマを挙げていたのでレコーディングではリラックスして唄入れを行なったという[20]。
自身の8作目のオリジナルアルバム『IMPACT EXCITER』に収録される予定の曲であったが、「七色」という自身の名前が入っているので、想い入れがある曲になり、時が来るまで取っておいたと語っている[21]。
3. Stay Gold [4:13] 
作詞・作曲：KOUTAPAI / 編曲：藤田淳平（Elements Garden）
TOKYO FM『水樹奈々のMの世界』エンディングテーマ（2011年8月 - ）
初めて楽曲を聴いた印象は「レーザービームのような熱い曲」であり、「夏」をイメージさせる爽やかな攻め曲である[20]。
作詞、作曲を手掛けているKOUTAPAIは水樹の楽曲では初めて手掛けているので、今までにない新しいタイプの楽曲になったと語っている[20]。

## 収録作品

### アルバム
| 曲名             | アルバム          | 発売日         | 備考              |
| ---------------- | ----------------- | -------------- | ----------------- |
| 純潔パラドックス | 『THE MUSEUM II』 | 2011年11月23日 | 2ndベストアルバム |

### 映像作品
| 発売日           | タイトル                                                | 備考                                                      |
| 純潔パラドックス | 純潔パラドックス                                        | 純潔パラドックス                                          |
| ---------------- | ------------------------------------------------------- | --------------------------------------------------------- |
| 2012年5月2日     | NANA MIZUKI LIVE CASTLE×JOURNEY                         | 11作目のライブ・ビデオ                                    |
| 2012年12月12日   | ROCKBOUND NEIGHBORS                                     | 水樹奈々 平安神宮奉納公演〜蒼月之宴〜                     |
| 2013年12月11日   | NANA CLIPS 6                                            | 6作目のミュージッククリップ                               |
| 2014年5月28日    | NANA MIZUKI LIVE CIRCUS×CIRCUS+×WINTER FESTA            | 13作目のライブ・ビデオ                                    |
| 2016年4月3日     | NANA CLIPS 7                                            | 国立代々木競技場第一体育館座長公演“水樹奈々大いに唄う 四” |
| 2017年3月8日     | NANA MIZUKI LIVE PARK×MTV Unplugged: Nana Mizuki        | 18作目のライブ・ビデオ                                    |
| 2017年11月15日   | NANA MIZUKI LIVE ZIPANGU×出雲大社御奉納公演〜月花之宴〜 | 19作目のライブ・ビデオ                                    |
| 7COLORS          |                                                         |                                                           |
| 2012年5月2日     | NANA MIZUKI LIVE CASTLE×JOURNEY                         | 11作目のライブ・ビデオ                                    |
| Stay Gold        |                                                         |                                                           |
| 2012年5月2日     | NANA MIZUKI LIVE CASTLE×JOURNEY                         | 11作目のライブ・ビデオ                                    |

## カバー
- コタニキンヤ.『ソラ、カゼ』